# Buttermoor/Butterbargsmoor
Das Naturschutzgebiet Buttermoor/Butterbargsmoor liegt in den Gemeinden Holm und Wedel im Kreis Pinneberg (Schleswig-Holstein). Dieses Naturschutzgebiet ist circa 105 Hektar groß und steht seit 1992 unter Naturschutz, da es eine Restinsel der vor etwa 100 Jahren noch großräumig zusammenhängenden Moor- und Heidelandschaft zwischen den drei Gemeinden und Hamburg-Sülldorf ist. Das Moorgebiet entstand nach der Eiszeit in einer abflusslosen Senke aus Geschiebelehm. Durch Verlandungsprozesse kam es anschließend zur Moorbildung. Am Südwestrand dagegen lagerten sich Flugsande ab und führten zur Bildung von Binnendünen. Es gehört zu den nährstoffarmen Heidemooren mit der typischen Pflanzenwelt und bietet Lebensraum für zahlreiche hoch spezialisierte und stark gefährdete Pflanzen- und Tierarten. So findet man großflächig wachsende Glockenheide, Pfeifengras und an den Dünenausläufern Besenheide. Für Brut- und Rastvögel hat das Moorgebiet große Bedeutung. So leben Bekassinen, Kiebitze, Krickenten und Wasserrallen in diesem Gebiet. Neben Amphibien haben verschiedene Reptilienarten hier ihren Lebensraum. Die vielen Insektenarten bieten den im Naturschutzgebiet lebenden Fledermausarten ein reiches Nahrungsangebot.